# الدين في أذربيجان

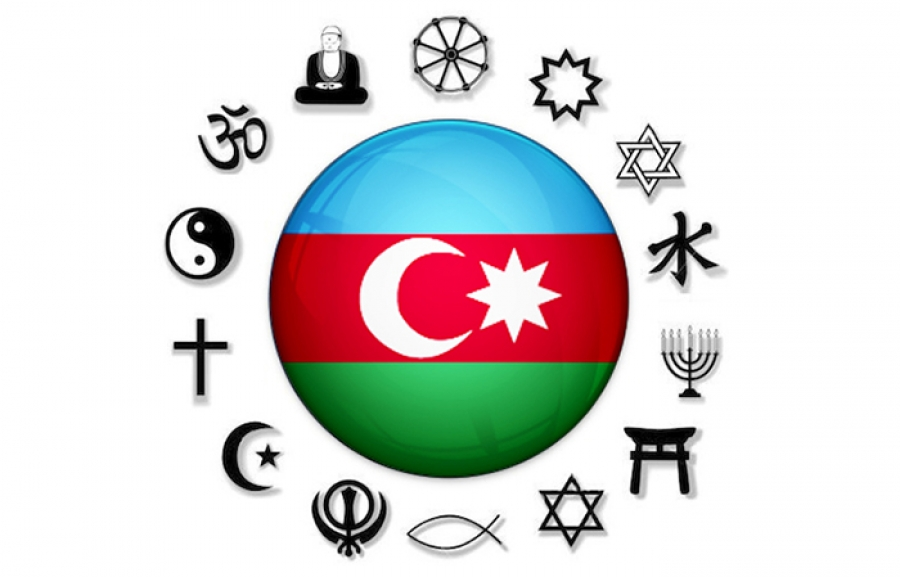
التعددية الثقافية والدينية في أذربيجان

أذربيجان هي بلد مسلم بأغلبية ساحقة. وتشمل التقديرات أن 91.6٪، 93.4٪ (مركز بيركلي، 2012)،  99.2٪ (مركز بيو للأبحاث، 2009)  من السكان حددوا ديانتهم بأنهم مسلمون.

## الديانات غير الإسلامية في أذربيجان المستقلة
كما أثرت الحالة العسكرية والسياسية في أذربيجان على الدين.أدى انهيار النظام السوفياتي وفتح الحدود إلى وصول المبشرين الدينيين الأجانب. في عام 1980 ، بدأ الأذربيجانيون في التدفق إلى ديانات ومذاهب منفصلة.

## الإسلام في أذربيجان
ووفقا للأرقام الرسمية، 93-96٪ من السكان هم من المسلمين.الإسلام هو جزء لا يتجزأ من ثقافة شعب أذربيجان. 70٪ من المسلمين الشيعة، ويعتقد 30 ٪ أن تكون السنة.الانقسام الشيعي السني من الوقت هو مجرد إجراء شكلي.

## التعددية الثقافية
يقام العديد من الفعاليات والمؤتمرات العلمية المتعلقة التعددية الثقافية في أذربيجان.وفي أبريل 2010 ، عقد تدبير بشأن "العولمة والدين والقيم التقليدية" يضم أكثر من 200 مندوب يمثلون الأديان العالمية التقليدية في مختلف البلدان.منذ عام 2011 ، كل عامين للمنتدى العالمي للحوار بين الثقافات الذي عقد في باكو.وتنفذ هذه المحافل بالاشتراك بين اليونسكو وتحالف الحضارات التابع للأمم المتحدة ومجلس أوروبا ومركز الشمال والجنوب التابع للمجلس الأوروبي والإيسيسكو
ومنظمة السياحة العالمية التابعة للأمم المتحدة وقد عقد المنتدى العالمي السابع لتحالف الحضارات التابع للأمم المتحدة في باكو في الفترة من 25 إلى 27 أبريل 2016. وحضر المنتدى وفود من أكثر من 140 بلدا وممثلين عن منظمات دولية عديدة، واعترافات دينية، ومنظمات غير حكومية.المنتدى العالمي منظمات غير حكومية للتحالف الأمم المتحدة للحضارات في أذربيجان يشهد على جو متعدد الثقافات ومتسامح في البلاد.